# Leviatanul
Acest articol se referă la lucrarea filozofului Thomas Hobbes. Pentru alte utilizări ale termenului, vezi Leviatan.
Leviathan, scrisă sub numele de Leviathan or The Matter, Forme and Power of a Commonwealth Ecclesiasticall and Civil (română Leviathan sau Materia, Forma și Puterea unui Commonwealth Ecleziastic și Civil) este o lucrare a filozofului englez Thomas Hobbes (1588–1679) publicată în 1651. Titlul provine de la Leviatanul menționat în Biblia ebraică. Cartea tratează structura societății și legitimitatea guvernării și este considerată una dintre cele mai timpurii și influente lucrări privind teoria contractului social. Scrisă în timpul Războiului Civil Englez (1642–1651), lucrarea susține necesitatea unui contract social și a conducerii exercitate de un suveran absolut. Hobbes argumentează că războiul civil și brutalitatea stării de natură („războiul fiecăruia împotriva fiecăruia”) pot fi evitate doar printr-un guvern puternic și indivizibil.

## Titlul
Titlul tratatului face aluzie la Leviatanul din Cartea lui Iov. Spre deosebire de titlurile pur descriptive, obișnuite în filozofia politică timpurie modernă (precum Două tratate despre guvernare de John Locke sau Elementele legii de Hobbes însuși).
Samuel Mintz sugerează că aceste conotații corespund înțelegerii hobbesiene a forței politice, întrucât atât Leviatanul, cât și suveranul hobbesian sunt entități formate prin unirea indivizilor separați; sunt atotputernici, nu pot fi distruși sau divizați, inspiră teamă, nu încheie pacte cu supușii lor și exercită dominația prin putere, sub amenințarea morții.

## Recepție
În mod tradițional, se consideră că lucrarea lui Hobbes a fost aproape universal respinsă, discreditată imediat, ignorată și că i-a adus autorului acuzații de ateism. Totuși, această percepție a fost în mare parte construită de principalii săi opozanți intelectuali. Este probabil ca reacțiile virulente din anumite cercuri să fi fost generate tocmai de faptul că lucrarea era larg citită și că a provocat dezbateri serioase pe teme controversate pentru epoca sa.
O reacție timpurie aparține lui Brian Duppa, care afirma: „așa cum este omul, așa este și cartea: cu amestecuri ciudate; multe lucruri spuse atât de bine încât l-aș îmbrățișa pentru ele, și altele atât de nebunești și necreștinești, încât cu greu aș putea avea destulă caritate față de el, încât să cred că a fost vreodată creștin.” La rândul său, Alexander Ross scria: „Îl găsesc un om cu însușiri excelente și în această carte mult aur, dar și mult zgură; și-a amestecat vinul cu prea multă apă și și-a amărât ciorba cu prea multă amărăciune.”
În epoca contemporană, lucrarea continuă să influențeze gândirea politică. De exemplu, teoria realistă a relațiilor internaționale a lui John Mearsheimer este puternic inspirată din viziunea hobbesiană, conform căreia statele există într-o lume anarhică, unde obiectivul principal este supraviețuirea și sporirea puterii, în absența unei autorități superioare.

## Analiză critică
Filozofia politică a lui Hobbes a fost influențată de conflictele religioase și sectare ale epocii, atât în războaiele religioase europene, cât și în cadrul războiului civil englez. Aceste evenimente violente l-au determinat să considere pacea și securitatea drept scopuri supreme ale guvernării, ce trebuie atinse cu orice preț. Istoricul britanic Hugh Trevor-Roper a rezumat astfel mesajul lucrării: „Axioma: frica; metoda: logica; concluzia: despotismul.”